# Missy (Vaud)
Pour les articles homonymes, voir Missy.
Missy est un village et une commune suisse du canton de Vaud, située dans le district de la Broye-Vully. Cité dès 1148, il fait partie du district de Payerne entre 1798 et 2007. La commune est peuplée de 373 habitants en 2023. Son territoire, d'une surface de 305 hectares, de situe dans la plaine de la Broye.

## Histoire
Missy est mentionné en 1148 sous le nom de Missiacum. Une nécropole du haut Moyen Âge se trouve sur le territoire de la commune. Au Moyen Âge, Missy appartient au prieuré de Payerne. Le seigneur de Grandcour y a des droits. Le village fait partie du gouvernement de Payerne à l'époque bernoise, de 1526 à 1798. Il est régi par un conseil des XII à cette époque. Il fait ensuite partie du district de Payerne de 1798 à 2007 et du district de la Broye-Vully depuis 2008. La chapelle est remplacée par un nouveau temple en 1810. Le village possède une société de fromagerie dès 1831.

### Héraldique
| Armes de Missy | Les armes de la commune de Missy se blasonnent ainsi : Parti d'argent et de gueules à la lettre M de l'un à l'autre. Elles sont adoptées officiellement en 1926. Un grand M était gravé sur une channe communale en 1727, mais sa représentation sur le blason est récente. Les émaux, rouges et blancs, sont le rappel de l'ancienne l'appartenance du village au prieuré de Payerne. |

## Géographie

Missy, canton de Vaud, Suisse. Photo prise aux alentours de 1965, depuis le centre ascendant du village, à l'interstice du passage montant dit : « La Rochette ». Derrière la fontaine, sise au premier plan (il s'agit d’un ancien abreuvoir), on distingue, successivement : la laiterie, l'ancienne poste, l'école primaire, le clocher de l'Église protestante.

Le territoire communal est situé sur le côté nord de la plaine de la Broye, à 7 km au nord-est de Payerne entre la Broye au nord et la Petite Glâne. La commune compte également les collines de l'Ecrua à l'ouest et du Fochaux à l'est, séparées par le lit du ruisseau des Vaux. Le point culminant de la commune se situe sur le Fochaux, à 475 mètres d'altitude.
Outre le village de Missy, la commune compte également l'exploitation agricole des Pièces, située à 439 mètres d'altitude sur les bords de la Broye.

## Population

### Gentilé
Les habitants de la commune se nomment les Missiriens ou les Missyriens,.

### Démographie
Missy compte 373 habitants en 2023. Sa densité de population atteint 120 hab./km2.

En 1837, le « Dictionnaire géographique-statistique de la Suisse » décrit le village comme suit : 

« Missy, village vaudois du cercle de Grandcour, district de Payerne, à environ 2 lieues N. de cette ville, contenant 270 habitants, une soixantaine de bâtiments, 694 poses de terrain dont 466 en prés et 166 en champs. Les fonds de terre sont taxés à 213,790 francs et les bâtiments à 49,735. »

En 2000, la population de Missy est composée de 134 hommes (48,7 %) et 141 femmes (51,3 %). La langue la plus parlée est le français, avec 248 personnes (87,6 %). La deuxième langue est l'allemand (28 ou 9,9 %). Il y a 267 Suisses (94,3 %) et 16 personnes étrangères (5,7 %). Sur le plan religieux, la communauté protestante est la plus importante avec 217 personnes (76,7 %), suivie des catholiques (42 ou 14,8 %). 14 personnes (4,9 %) n'ont aucune appartenance religieuse.
La population de Missy s’élève à 220 habitants en 1764, 224 en 1798, 270  en 1837, 282 en 1850, puis 404 en 1910. Après que le nombre d’habitants a diminué jusqu’à 252 en 1980, un faible accroissement de la population a été enregistré depuis lors. Le graphique suivant résume l'évolution de la population de Missy entre 1850 et 2010 :

## Politique
Lors des élections fédérales suisses de 2011, la commune a voté à 29,25 % pour l'Union démocratique du centre. Les deux partis suivants furent le Parti socialiste suisse avec 20,19 % des suffrages et le Parti libéral-radical avec 16,47 %.
Lors des élections cantonales au Grand Conseil de mars 2011, les habitants de la commune ont voté pour le Parti libéral-radical à 31,26 %, l'Union démocratique du centre à 29,37 %, le Parti socialiste à 15,57 %, le Parti bourgeois démocratique et les Vert'libéraux à 13,13 %, les Verts à 10,46 % et Vaud Libre à 0,22 %.
Sur le plan communal, Missy (Vaud) est dirigé par une municipalité formée de 5 membres et dirigée par un syndic pour l'exécutif et un Conseil général comptant 43 membres en 2021, dirigé par une présidente, secondée par une secrétaire pour le législatif. Le Conseil général se réunit 4 fois par année et les séances sont ouvertes au public.

## Économie
Jusqu'à la seconde moitié du XXe siècle, l'économie communale était principalement tournée vers l'agriculture (en particulier des céréales, de la betterave à sucre et des légumes) et les cultures fruitières représentent une part importante des emplois locaux. Cependant, depuis ces dernières décennies, le village s'est développé avec la création de zones résidentielles occupées par des personnes, travaillant principalement à Payerne ; cette mutation s'est accompagnée par la création de différentes entreprises locales de service.

## Transports
Au niveau des transports en commun, Missy fait partie de la communauté tarifaire fribourgeoise Frimobil. Le bus des Transports publics fribourgeois faisant le parcours Domdidier-Portalban-Missy-Domdidier s'arrête dans la commune. Le village est aussi desservi par les bus sur appel Publicar, qui sont un service de CarPostal.

## Vie locale
La commune de Missy compte plusieurs associations, parmi lesquelles un club d'ainés, un chœur d'hommes, une école de musique et une société de jeunesse, de même que des clubs de football et de tir sportif, ainsi qu'une abbaye.

## Sources
- (de) Cet article est partiellement ou en totalité issu de l’article de Wikipédia en allemand intitulé « Missy VD » (voir la liste des auteurs).